# Souleïa
Souleïa (Сулея́) est une commune urbaine en Russie, située dans l'Oural du Sud, dans le raïon de Satka de l'oblast de Tcheliabinsk. C'est le centre administratif de la municipalité du même nom, qui comprend en plus le petit hameau de Pokrovka. Elle doit son nom à la chaîne du même nom.

## Géographie
Souleïa est située à 381 m d'altitude dans la partie Ouest de l'oblast, à 19 km au nord-ouest de Satka. La gare de Souleïa du chemin de fer de l'Oural du Sud est sur le passage historique du Transsibérien.

## Histoire

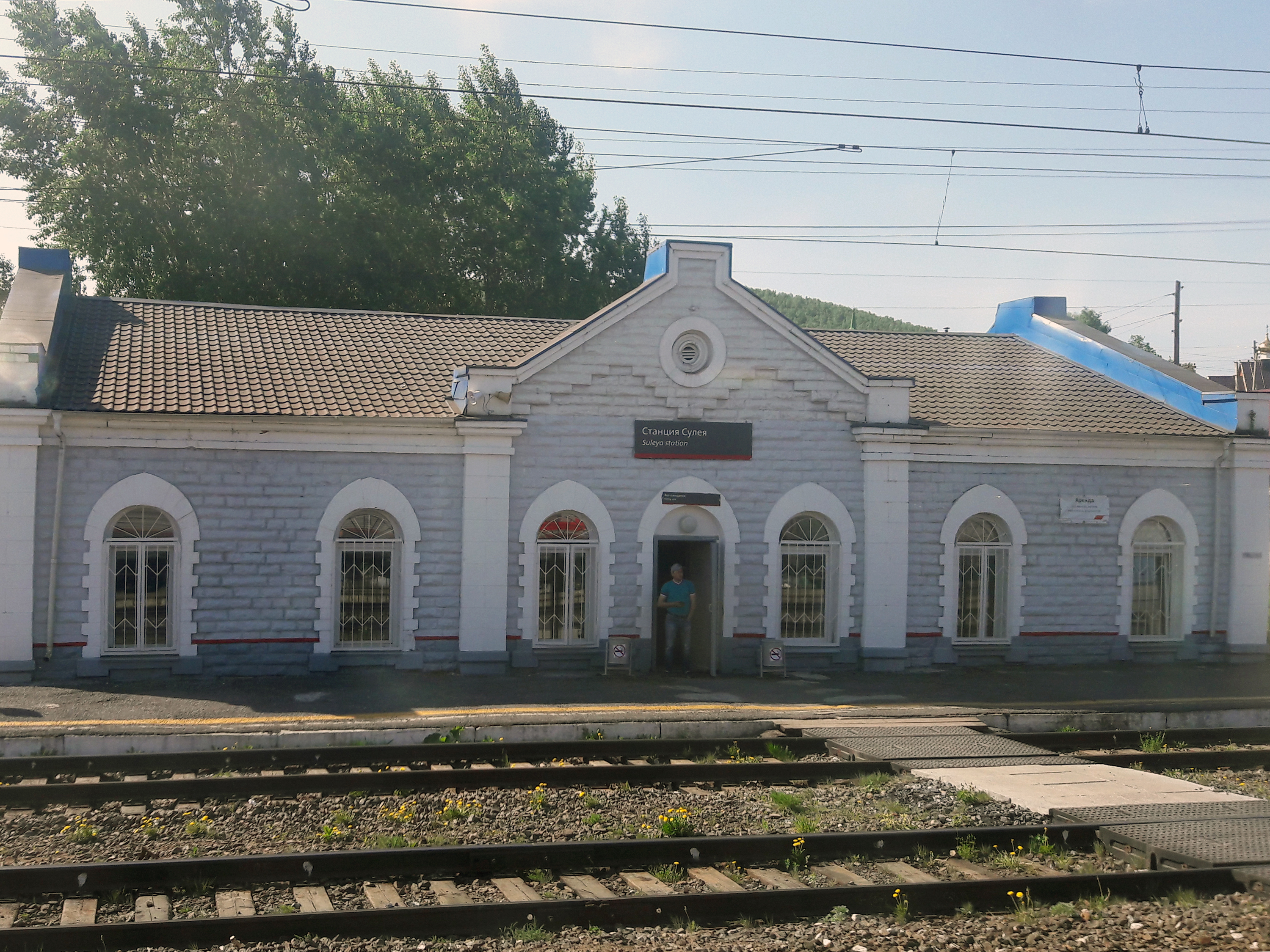
Gare de Souleïa.

Le village est fondé en 1889-1890 pour les ouvriers du chantier du chemin de fer en construction de Samara-Zlatooust. Il reçoit le statut de village ouvrier en 1950, puis de commune urbaine en 2006.
Le village vit d'agriculture et de commerce de détail. Il existe une fabrique de produits finis alimentaires, une petite église de bois et une petite mosquée bachkire près de la gare.

## Population
Recensements (*) ou estimations de la population
| 1979* | 1989* | 2002* | 2006  |
| ----- | ----- | ----- | ----- |
| 3 684 | 3 095 | 2 941 | 3 164 |

| 2010* | 2012  | 2013  | 2016  |
| ----- | ----- | ----- | ----- |
| 3 183 | 3 223 | 3 260 | 3 154 |

| 2019  | 2021  | - | - |
| ----- | ----- | - | - |
| 3 012 | 2 848 | - | - |